# Marcelo Morales Suárez
Marcelo Ariel Morales Suárez (Santiago, Chile, 6 de junio de 2003) es un futbolista profesional chileno que juega de lateral izquierdo. Actualmente se encuentra en New York Red Bulls de la Major League Soccer.

## Carrera
Formado en el Club Universidad de Chile, club donde llegó a los 8 años de edad. Hizo su debut profesional, el 29 de octubre de 2020 ante Universidad de Chile durante el torneo de Primera División de 2020. Al año siguiente, tuvo su debut internacional, por Copa Libertadores el 18 de marzo de 2021, enfrentando a San Lorenzo de Almagro en Buenos Aires.

## Selección nacional

### Selecciones menores

#### Participaciones en Sudamericanos
| Torneo                      | Sede     | Resultado    | Partidos | Goles | Asistencias |
| --------------------------- | -------- | ------------ | -------- | ----- | ----------- |
| Sudamericano Sub-20 de 2023 | Colombia | Primera fase | 2        | 0     | 0           |

### Selección absoluta
El 27 de septiembre de 2024, fue convocado por el entrenador de la selección chilena, Ricardo Gareca, para disputar la doble fecha de octubre ante Brasil y Colombia.

#### Participaciones en Clasificatorias a Copas del Mundo
| Eliminatorias                   | Sede       | Resultado  | Posición | Partidos | Goles |
| ------------------------------- | ---------- | ---------- | -------- | -------- | ----- |
| Eliminatorias Norteamérica 2026 | Sudamérica | En Proceso | 9° lugar | 2        | 0     |

### Partidos internacionales
Actualizado hasta el 15 de octubre de 2024.
| Partidos internacionales | Partidos internacionales | Partidos internacionales                      | Partidos internacionales | Partidos internacionales | Partidos internacionales | Partidos internacionales | Partidos internacionales | Partidos internacionales | Partidos internacionales          |  |
| N.º                      | Fecha                    | Estadio                                       | Local                    | Resultado                | Visitante                | Goles                    | Asistencias              | DT                       | Competición                       |  |
| ------------------------ | ------------------------ | --------------------------------------------- | ------------------------ | ------------------------ | ------------------------ | ------------------------ | ------------------------ | ------------------------ | --------------------------------- |  |
| 1                        | 10 de octubre de 2024    | Estadio Nacional, Santiago, Chile             | Chile                    | 1-2                      | Brasil                   |                          |                          | Ricardo Gareca           | Clasificatorias Norteamérica 2026 |  |
| 2                        | 15 de octubre de 2024    | Estadio Metropolitano, Barranquilla, Colombia | Colombia                 | 4-0                      | Chile                    |                          |                          | Ricardo Gareca           | Clasificatorias Norteamérica 2026 |  |
| Total                    | Total                    | Total                                         | Total                    | Presencias               | 2                        | Goles                    | 0                        | 0                        |                                   |  |

| Selección chilena | Selección chilena | Selección chilena |
| Año               | Partidos          | Goles             |
| ----------------- | ----------------- | ----------------- |
| 2024              | 2                 | 0                 |
| Total             | 2                 | 0                 |

## Estadísticas

### Clubes
| Club                         | Div           | Temporada     | Liga  | Liga  | Liga   | Copas nacionales | Copas nacionales | Copas nacionales | Torneos internacionales | Torneos internacionales | Torneos internacionales | Total | Total | Total  |
| Club                         | Div           | Temporada     | Part. | Goles | Asist. | Part.            | Goles            | Asist.           | Part.                   | Goles                   | Asist.                  | Part. | Goles | Asist. |
| ---------------------------- | ------------- | ------------- | ----- | ----- | ------ | ---------------- | ---------------- | ---------------- | ----------------------- | ----------------------- | ----------------------- | ----- | ----- | ------ |
| Universidad de Chile · Chile | 1.ª           | 2020          | 1     | 0     | 0      | —                | —                | —                | —                       | —                       | —                       | 1     | 0     | 0      |
| Universidad de Chile · Chile | 1.ª           | 2021          | 26    | 0     | 3      | 1                | 0                | 0                | 1                       | 0                       | 0                       | 28    | 0     | 3      |
| Universidad de Chile · Chile | 1.ª           | 2022          | 20    | 0     | 1      | 4                | 0                | 0                | —                       | —                       | —                       | 24    | 0     | 1      |
| Universidad de Chile · Chile | 1.ª           | 2023          | 21    | 0     | 7      | 2                | 1                | 1                | —                       | —                       | —                       | 23    | 1     | 8      |
| Universidad de Chile · Chile | 1.ª           | 2024          | 27    | 1     | 3      | 6                | 0                | 1                | —                       | —                       | —                       | 33    | 1     | 4      |
| Universidad de Chile · Chile | Total club    | Total club    | 95    | 1     | 14     | 13               | 1                | 2                | 1                       | 0                       | 0                       | 109   | 2     | 16     |
| Total carrera                | Total carrera | Total carrera | 95    | 1     | 14     | 13               | 1                | 1                | 1                       | 0                       | 0                       | 109   | 2     | 16     |
| 1. 2. 3.                     |               |               |       |       |        |                  |                  |                  |                         |                         |                         |       |       |        |

## Palmarés

### Títulos nacionales
| Título     | Club                 | País  | Año  |
| ---------- | -------------------- | ----- | ---- |
| Copa Chile | Universidad de Chile | Chile | 2024 |